# Dietrich Behrendt
Dietrich Behrendt (* 26. August 1928 in Buchholz; † 26. Februar 1975; auch Dieter Behrendt) war ein deutscher Geschichtsdidaktiker.
Dietrich Behrendt wurde 1957 wissenschaftlicher Assistent an der Abteilung Methodik des Geschichtsunterrichts an der Pädagogischen Hochschule Potsdam, wo er 1964/65 mit der Wahrnehmung einer Dozentur betraut wurde. 1965 wurde er wissenschaftlicher Mitarbeiter am Pädagogischen Institut der Technischen Universität Dresden. Die Promotion Behrendts erfolgte im Februar 1966 in Potsdam mit einer Arbeit Zu Grundfragen der Einheit von Erkenntnis- und Begriffsarbeit im Geschichtsunterricht. Dargestellt am Beispiel der Stoffeinheit ‚Urgesellschaft‘ in der 5. Klasse, Gutachter waren Bruno Gentner und Bernhard Stohr. Ab September 1967 war er Dozent für die Methodik des Geschichtsunterrichts in Dresden und Leiter des dortigen Wissenschaftsbereiches Geschichtsmethodik. Zudem war er Mitglied der Fachkommission Geschichtsunterricht beim Ministerium für Volksbildung der DDR sowie des Wissenschaftlichen Rats des Instituts für Didaktik an der Akademie der Pädagogischen Wissenschaften der DDR.
Ab 1970 gehörte Behrendt zur Redaktion der Zeitschrift Geschichtsunterricht und Staatsbürgerkunde. Die Promotion B erfolgte im Januar 1975 mit der Arbeit Untersuchungen zum Verhältnis von zentralen Vorgaben und schöpferischer Arbeit des Lehrers unter besonderer Berücksichtigung der Beziehungen zwischen Lehrplan – Lehrbuch – Unterrichtshilfen. Dargestellt am Beispiel des Geschichtsunterrichts und insbesondere der Klasse 5, Gutachter waren Edgar Drefenstedt, Heinz Lehmann und Bruno Gentner. Einen Monat später verstarb Behrendt. Er war vor allem an der Ausarbeitung der Lehrpläne und Lehrbücher für den Geschichtsunterricht in der 5. Klasse der DDR gegen Ende der 1960er-Jahre zuständig.

## Schriften
- mit Bruno Gentner: Über die Erkenntnisarbeit im Geschichtsunterricht der Oberschule. Pädagogische Hochschule, Potsdam 1962 (Lehrbriefe für das Fernstudium der Lehrer).
- Lehrbuch für die 5. Klasse. Oberschule. Volk und Wissen, Berlin 1966.
- Unterrichtshilfen Geschichte. Klasse 5. Zum Lehrplan 1966. Volk und Wissen, Berlin 1967.
- Aufgaben für den Geschichtsunterricht. 5. Klasse. Volk und Wissen, Berlin 1968.
- Geschichte Klasse 5. Volk und Wissen, Berlin 1969.